# Racing Club de Strasbourg Alsace 2022-2023
Questa voce raccoglie le informazioni riguardanti il Racing Club de Strasbourg Alsace nelle competizioni ufficiali della stagione 2022-2023.

## Maglie e sponsor
| Manica sinistra · Manica sinistra · Maglietta · Maglietta · Manica destra · Manica destra · Pantaloncini · Pantaloncini · Calzettoni · Calzettoni | Manica sinistra · Manica sinistra · Maglietta · Maglietta · Manica destra · Manica destra · Pantaloncini · Pantaloncini · Calzettoni · Calzettoni | Manica sinistra · Manica sinistra · Maglietta · Maglietta · Manica destra · Manica destra · Pantaloncini · Pantaloncini · Calzettoni · Calzettoni |

## Rosa
In corsivo i calciatori ceduti durante la stagione
| N. |                                 | Ruolo | Calciatore             |
| -- | ------------------------------- | ----- | ---------------------- |
| 1  | Belgio (bandiera)               | P     | Matz Sels              |
| 2  | Francia (bandiera)              | D     | Colin Dagba            |
| 3  | Francia (bandiera)              | D     | Thomas Delaine         |
| 4  | Polonia (bandiera)              | D     | Karol Fila             |
| 5  | Francia (bandiera)              | D     | Lucas Perrin           |
| 6  | Costa d'Avorio (bandiera)       | C     | Jean-Eudes Aholou      |
| 8  | Francia (bandiera)              | C     | Morgan Sanson          |
| 9  | Francia (bandiera)              | A     | Kevin Gameiro          |
| 10 | Francia (bandiera)              | A     | Adrien Thomasson       |
| 11 | Francia (bandiera)              | C     | Dimitri Liénard        |
| 12 | Sudafrica (bandiera)            | A     | Lebo Mothiba           |
| 14 | Bosnia ed Erzegovina (bandiera) | C     | Sanjin Prcić           |
| 16 | Giappone (bandiera)             | P     | Eiji Kawashima         |
| 17 | Francia (bandiera)              | C     | Jean-Ricner Bellegarde |
| 18 | Francia (bandiera)              | D     | Ronaël Pierre-Gabriel  |
| 18 | Giappone (bandiera)             | C     | Yuito Suzuki           |

| N. |                    | Ruolo | Calciatore         |
| -- | ------------------ | ----- | ------------------ |
| 19 | Francia (bandiera) | C     | Habib Diarra       |
| 20 | Senegal (bandiera) | A     | Habib Diallo       |
| 22 | Francia (bandiera) | D     | Gerzino Nyamsi     |
| 23 | Francia (bandiera) | D     | Maxime Le Marchand |
| 24 | Francia (bandiera) | D     | Alexander Djiku    |
| 25 | Francia (bandiera) | A     | Ludovic Ajorque    |
| 27 | Francia (bandiera) | C     | Ibrahima Sissoko   |
| 29 | Francia (bandiera) | D     | Ismaël Doukouré    |
| 31 | Francia (bandiera) | D     | Antoine Nuss       |
| 32 | Francia (bandiera) | D     | Marvin Senaya      |
| 32 | Francia (bandiera) | D     | Frédéric Guilbert  |
| 34 | Marocco (bandiera) | C     | Nordine Kandil     |
| 35 | Francia (bandiera) | D     | Franci Bouebari    |
| 38 | Francia (bandiera) | C     | Dany Jean          |
| 40 | Francia (bandiera) | P     | Robin Risser       |
| 77 | Ucraina (bandiera) | D     | Eduard Sobol       |

## Calciomercato

### Sessione estiva(dal 1º/7 al 1º/9)
| Acquisti         | Acquisti              | Acquisti            | Acquisti                   |
| R.               | Nome                  | da                  | Modalità                   |
| ---------------- | --------------------- | ------------------- | -------------------------- |
| C                | Jean-Eudes Aholou     | Monaco              | definitivo (3 milioni €)   |
| D                | Lucas Perrin          | Olympique Marsiglia | definitivo (1,5 milioni €) |
| D                | Thomas Delaine        | Metz                | gratuito                   |
| D                | Colin Dagba           | Paris Saint-Germain | prestito                   |
| D                | Ronaël Pierre-Gabriel | Magonza             | prestito                   |
| A                | Lebo Mothiba          | Troyes              | fine prestito              |
| Altre operazioni |                       |                     |                            |
| R.               | Nome                  | da                  | Modalità                   |
| C                | Kalidou Sidibé        | Rouen               | fine prestito              |
| C                | Mahamé Siby           | Paris FC            | fine prestito              |
| A                | Mehdi Chahiri         | Caen                | fine prestito              |
| P                | Bingourou Kamara      | Charleroi           | fine prestito              |
| D                | Marvin Senaya         | Sochaux             | fine prestito              |
| P                | Alexandre Pierre      | Annecy              | fine prestito              |

| Cessioni | Cessioni          | Cessioni            | Cessioni                 |
| R.       | Nome              | a                   | Modalità                 |
| -------- | ----------------- | ------------------- | ------------------------ |
| C        | Mahamé Siby       | Malmö FF            | definitivo (1 milione €) |
| D        | Anthony Caci      | Magonza             | gratuito                 |
| A        | Majeed Waris      | Anorthōsis          | gratuito                 |
| P        | Bingourou Kamara  | Montpellier         | gratuito                 |
| A        | Mehdi Chahiri     | Paris FC            | prestito                 |
| A        | Moïse Sahi Dion   | Annecy              | prestito                 |
| D        | Marvin Senaya     | Rodez               | prestito                 |
| D        | Marvin Elimbi     | Orléans             | prestito                 |
| D        | Frédéric Guilbert | Aston Villa         | fine prestito            |
| D        | Lucas Perrin      | Olympique Marsiglia | fine prestito            |
| C        | Jean-Eudes Aholou | Monaco              | fine prestito            |

### Sessione invernale(dal 2/1 al 31/1)
| Acquisti | Acquisti          | Acquisti        | Acquisti                   |
| R.       | Nome              | da              | Modalità                   |
| -------- | ----------------- | --------------- | -------------------------- |
| D        | Eduard Sobol      | Club Bruges     | definitivo (2,5 milioni €) |
| D        | Frédéric Guilbert | Aston Villa     | gratuito                   |
| C        | Morgan Sanson     | Aston Villa     | prestito                   |
| C        | Yuito Suzuki      | Shimizu S-Pulse | prestito                   |

| Cessioni | Cessioni              | Cessioni      | Cessioni                   |
| R.       | Nome                  | a             | Modalità                   |
| -------- | --------------------- | ------------- | -------------------------- |
| A        | Ludovic Ajorque       | Magonza       | definitivo (6 milioni €)   |
| A        | Adrien Thomasson      | Lens          | definitivo (3,9 milioni €) |
| D        | Karol Fila            | Zulte Waregem | prestito                   |
| D        | Ronaël Pierre-Gabriel | Magonza       | prestito                   |

## Risultati

### Ligue 1

#### Girone di andata
| Arbitro: | Letexier (Ille-et-Vilaine) |

|            |           |                        |
| Diallo 65’ | Marcatori | 43’ Diatta 53’ S. Diop |

| Arbitro: | El Hadj (Rodano-Alpi) |

|                   |           |             |
| Delort 35’ (aut.) | Marcatori | 56’ Gameiro |

| Arbitro: | Buquet |

|             |           |             |
| Djiku 45+2’ | Marcatori | 80’ Balogun |

| Arbitro: | Hamel |

|               |           |  |
| G. Perrin 29’ | Marcatori |  |

| Arbitro: | Turpin |

|            |           |             |
| Diallo 28’ | Marcatori | 85’ Mohamed |

| Arbitro: | Dechepy |

|               |           |                    |
| Lees-Melou 6’ | Marcatori | 28’ (rig.) Ajorque |

| Strasburgo 11 settembre 2022, ore 13:00 CEST 7ª giornata | Strasburgo | 0 – 0 referto | Clermont Foot | Stadio della Meinau (25 089 spett.)\| Arbitro: \| Bollengier \| |
| Arbitro:                                                 | Bollengier |               |               |                                                                 |

| Arbitro: | Brisard |

|                                  |           |            |
| Nordin 17’ Savanier 90+5’ (rig.) | Marcatori | 85’ Diallo |

| Arbitro: | Wattellier (Linguadoca-Rossiglione) |

|                   |           |                                       |
| Diallo 72’ (rig.) | Marcatori | 38’ Kalimuendo 49’ Terrier 61’ Gouiri |

| Arbitro: | Turpin |

|                      |           |                                            |
| Hunou 11’ Blažič 87’ | Marcatori | 7’ Gameiro 33’ (aut.) Blažič 58’ H. Diallo |

| Arbitro: | Pignard |

|  |           |                            |
|  | Marcatori | 41’, 76’ David 80’ Cabella |

| Arbitro: | Stinat (Maine) |

|                           |           |                         |
| Rouault 44’ Dejaegere 55’ | Marcatori | 65’ Mothiba 73’ Gameiro |

| Arbitro: | Buquet |

|                           |           |                     |
| Mothiba 76’ Gameiro 90+3’ | Marcatori | 8’ Dieng 35’ Kaboré |

| Arbitro: | Vernice |

|                                                           |           |                           |
| Belaili 33’ (rig.), 40’ (rig.) El Idrissy 34’ Nouri 45+3’ | Marcatori | 6’ Bellegarde 17’ Gameiro |

| Arbitro: | Gaillouste |

|            |           |          |
| Diallo 87’ | Marcatori | 5’ Moffi |

| Arbitro: | Turpin |

|                                    |           |                       |
| Marquinhos 14’ Mbappé 90+5’ (rig.) | Marcatori | 51’ (aut.) Marquinhos |

| Arbitro: | Millot |

|                         |           |                                          |
| Diallo 41’ Doukouré 54’ | Marcatori | 16’ Ripart 20’ Rony Lopes 78’ Chavalerin |

| Arbitro: | Letexier (Ille-et-Vilaine) |

|                       |           |                               |
| Prcić 13’ Gameiro 16’ | Marcatori | 11’ Claude-Maurice 33’ Openda |

| Arbitro: | Stinat |

|                        |           |                       |
| Lacazette 45+2’ (rig.) | Marcatori | 29’ Aholou 32’ Diallo |

#### Girone di ritorno
| Arbitro: | Delajod (Rodano-Alpi) |

|             |           |                   |
| Gameiro 20’ | Marcatori | 25’, 51’ Dallinga |

| Arbitro: | Bollengier (Nord-Passo di Calais) |

|                            |           |  |
| Gouiri 3’, 21’ D. Doué 51’ | Marcatori |  |

| Arbitro: | Pignard |

|  |           |                   |
|  | Marcatori | 62’, 80’ Mavididi |

| Arbitro: | Ben El Hadj |

|                |           |  |
| David 23’, 28’ | Marcatori |  |

| Arbitro: | Letexier |

|                    |           |              |
| H. Diallo 14’, 42’ | Marcatori | 73’ Bentaleb |

| Arbitro: | Delajod |

|             |           |            |
| Rashani 65’ | Marcatori | 34’ Diallo |

| Arbitro: | Buquet |

|  |           |               |
|  | Marcatori | 45+2’ Honorat |

| Arbitro: | Pignard |

|                               |           |                 |
| Mbemba 49’ Sánchez 76’ (rig.) | Marcatori | 88’, 89’ Aholou |

| Arbitro: | Wattellier |

|                      |           |  |
| Nyamsi 4’ Diallo 84’ | Marcatori |  |

| Arbitro: | Delajod (Rodano-Alpi) |

|                                                          |           |                                             |
| Vanderson 22’ Ben Seghir 39’, 62’ E. Diop 71’ Fofana 71’ | Marcatori | 32’ Mothiba 41’ (aut.) Maripán 90+3’ Diallo |

| Arbitro: | Gaillouste (Borgogna) |

|                           |           |             |
| Frankowski 10’ Medina 64’ | Marcatori | 83’ Gameiro |

| Arbitro: | Frappart |

|                                          |           |             |
| Gameiro 26’ (rig.) Diarra 71’ Suzuki 89’ | Marcatori | 76’ Barreto |

| Arbitro: | Turpin |

|  |           |                |
|  | Marcatori | 1’, 37’ Diallo |

| Arbitro: | Buquet |

|            |           |                         |
| Sanson 15’ | Marcatori | 32’ Lukeba 36’ Caqueret |

| Arbitro: | Bastien |

|  |           |                              |
|  | Marcatori | 27’ (rig.) Diallo 47’ Diarra |

| Arbitro: | Stinat |

|                       |           |  |
| Diallo 1’, 59’ (rig.) | Marcatori |  |

| Arbitro: | Turpin |

|                |           |            |
| Rony Lopes 73’ | Marcatori | 27’ Diarra |

| Arbitro: | Brisard |

|             |           |           |
| Gameiro 79’ | Marcatori | 59’ Messi |

| Arbitro: | Dechepy |

|                 |           |                |
| Faivre 10’, 36’ | Marcatori | 56’ Bellegarde |

### Coppa di Francia
| Arbitro: | Delajod |

|                                                   |                      |                                                 |
| Diallo Mothiba Thomasson Bellegarde Diarra Nyamsi | Tiri di rigore 4 – 5 | Abdelli Sima B. Mendy Salama Bentaleb O. Camara |